# 7907 Erasmus
7907 Erasmus este o planetă minoră (asteroid) din centura de asteroizi. A fost descoperită pe 24 septembrie 1960 la Observatorul Palomar de Cornelis Johannes van Houten și a fost numită după Erasmus din Rotterdam. 
Obiectul prezintă o orbită caracterizată de o semiaxă mare de 2,7849203 UAi, o excentricitate de 0,02, o înclinație de 2,06765 ° în raport cu ecliptica.